# Тулуз-Лотрек, Анри де
Граф Анри́ Мари́ Раймо́н де Тулу́з-Лотре́к-Монфа́ (фр. Henri Marie Raymond comte de Toulouse-Lautrec Monfa [ɑ̃ʁi də tuluz loˈtʁɛk]; 24 ноября 1864, Альби — 9 сентября 1901, замок Мальроме, Жиронда) — французский живописец, рисовальщик и литограф, один из наиболее известных художников постимпрессионизма; наследник знаменитого графского рода Тулуз-Лотреков, участников Крестовых походов.

## Биография
Анри де Тулуз-Лотрек родился 24 ноября 1864 года в аристократической семье. Первые годы жизни художника прошли в семейном поместье в городе Альби. Его родители, граф Альфонс Шарль де Тулуз-Лотрек-Монфа и графиня Адель Тапье де Селейран, расстались вскоре после смерти младшего сына Ришара в 1868 году. После развода родителей Анри жил в имении Шато-дю-Боск (Cháteau du Bosc) и в поместье Селейранов (Cháteau du Céleyran) недалеко от Нарбонна, где обучался верховой езде, латыни и греческому языку. После завершения Франко-прусской войны в 1871 году Тулуз-Лотрек переселился в Париж — город, который изменит его жизнь, станет вдохновением для художественного творчества.
Анри де Тулуз-Лотрек на протяжении всей жизни был близок с матерью, которая стала главным человеком в его жизни, особенно после трагических случаев, подорвавших здоровье художника. Отец был известен в обществе как эксцентричная личность, часто менял место жительства, от чего пострадало образование Анри. Тулуз-Лотрек говорил про отца: «Если встретил моего отца, то будь уверен, что надо будет остаться в тени». Однако именно благодаря отцу, который любил развлечения, Анри с ранних лет познакомился с ежегодной ярмаркой и цирком. Впоследствии тема цирка и развлекательных, увеселительных заведений стала основной в творчестве художника.

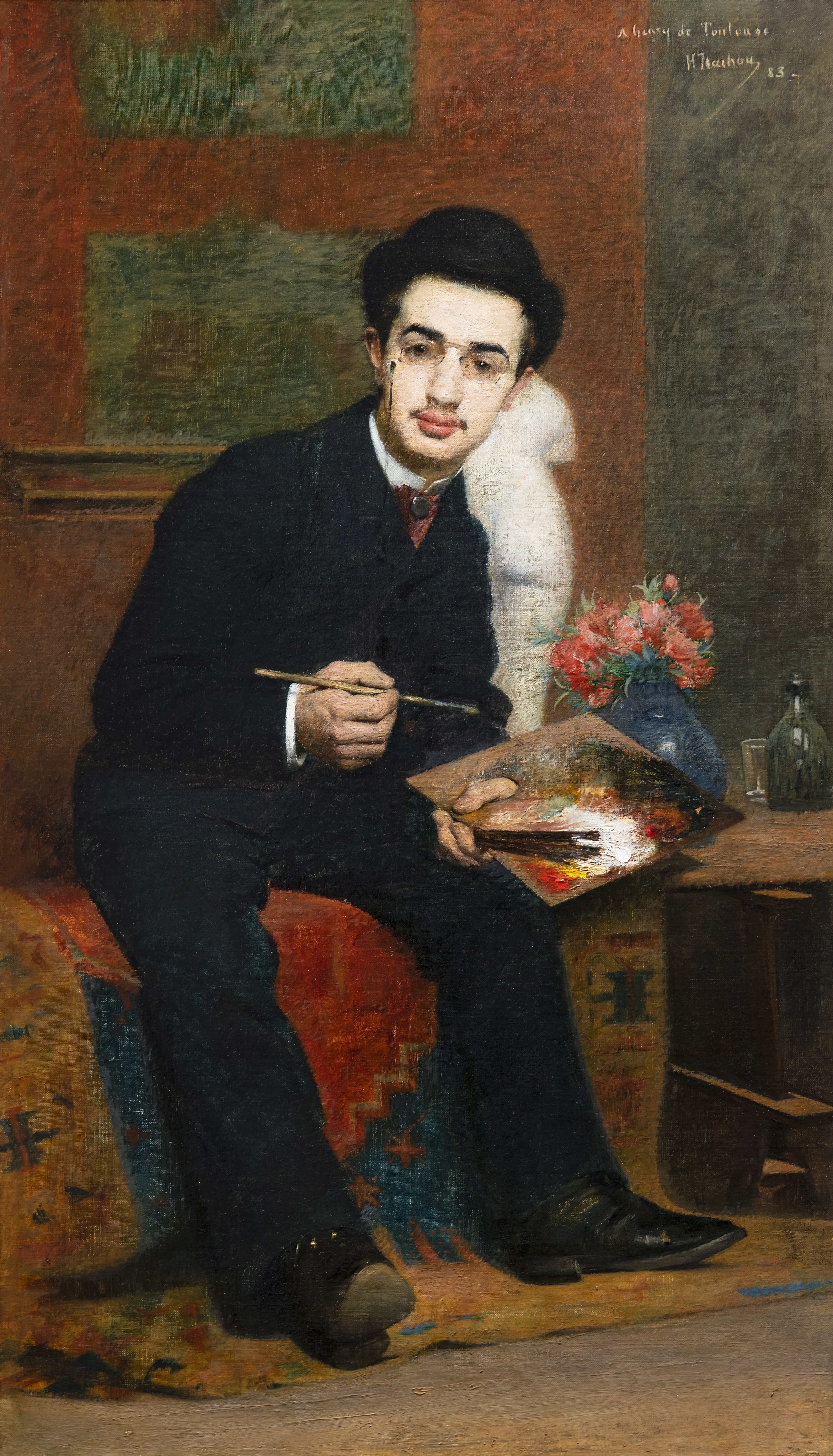
Анри Рашу. Портрет Анри Тулуз-Лотрека. 1883. Холст, масло. Музей августинцев, Тулуза

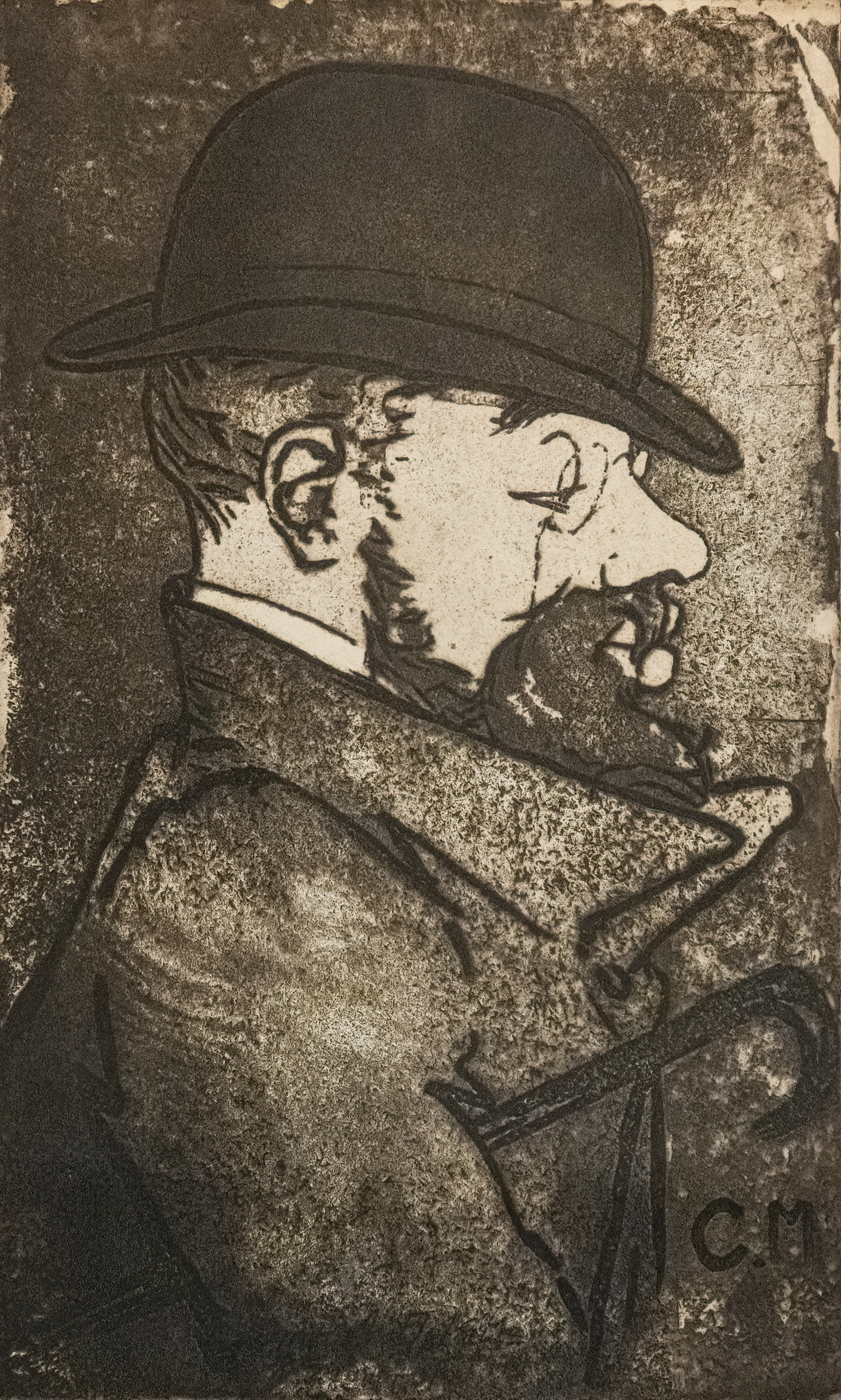
Ш. Морен. Портрет Анри Тулуз-Лотрека. 1890. Офорт, акватинта

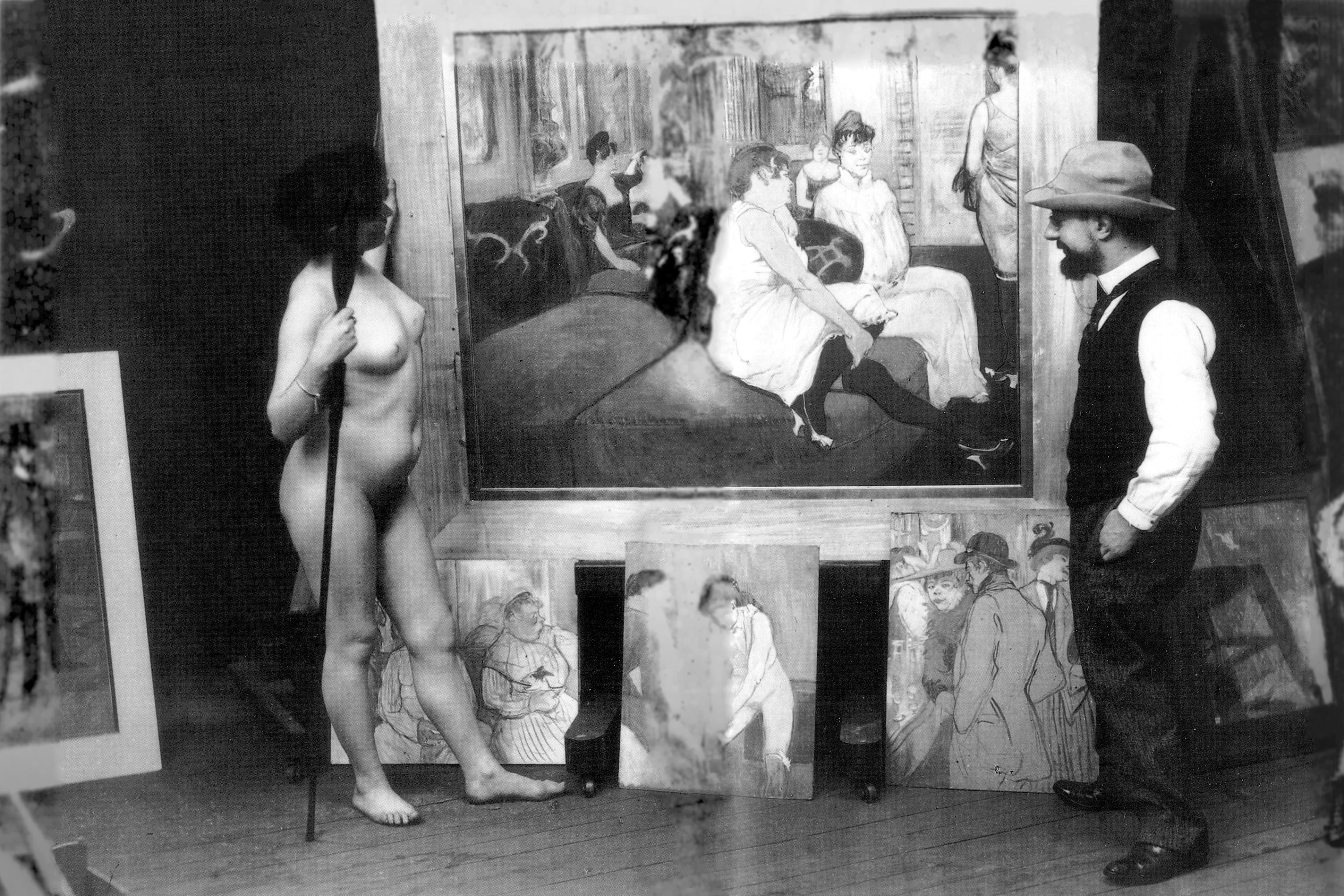
Тулуз-Лотрек в своём ателье. Фотография М. Жубера. 1895

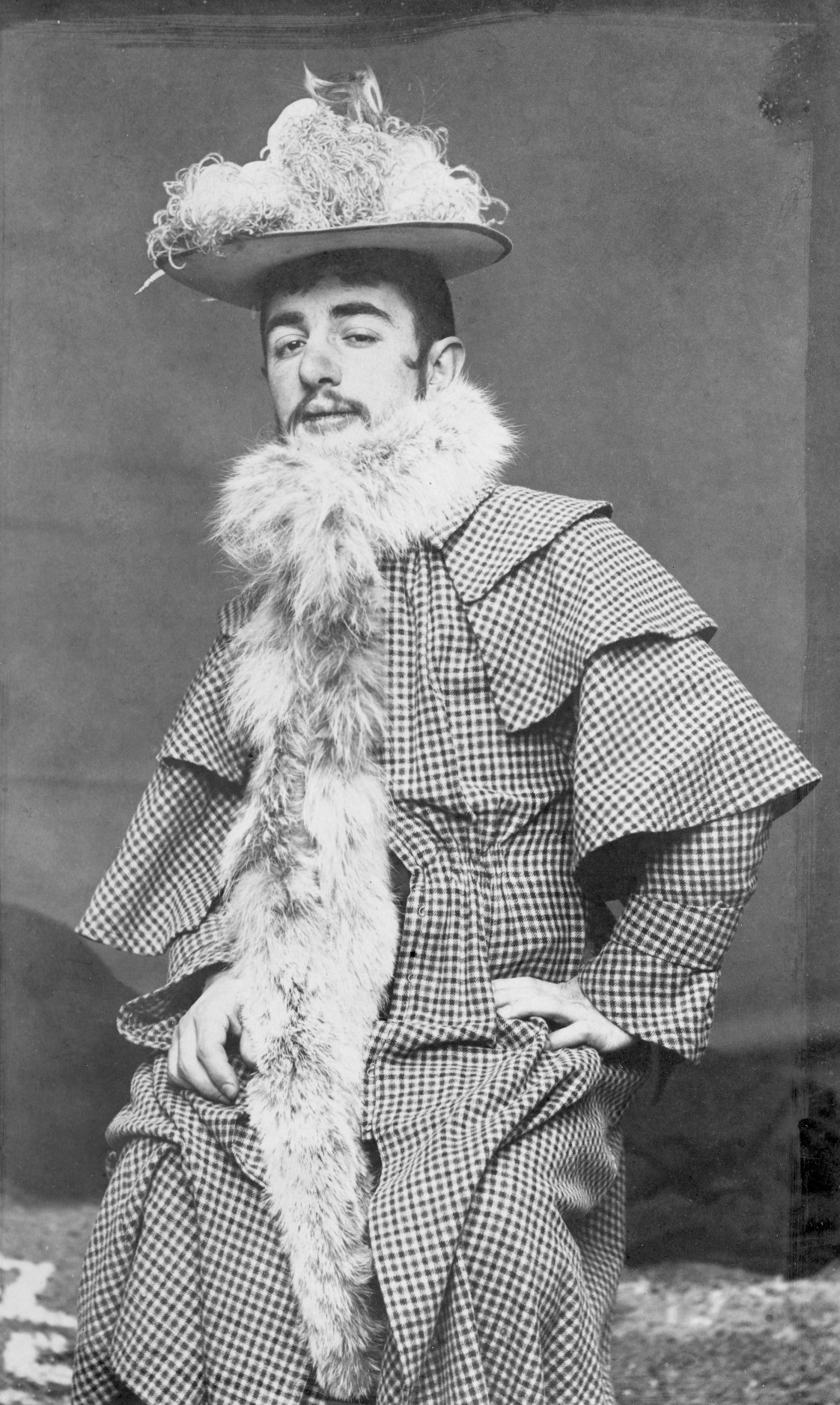
Тулуз-Лотрек в костюме Жанны Авриль

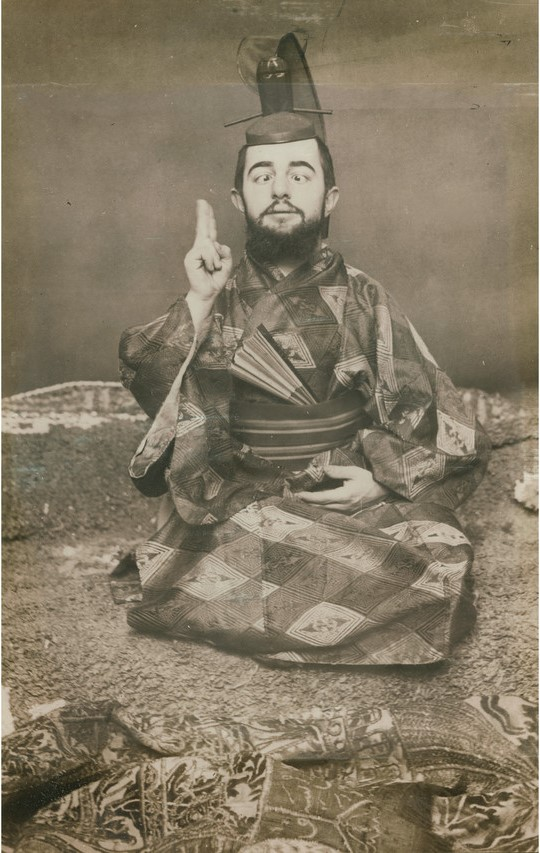
Тулуз-Лотрек в японском костюме. Фотографии М. Жубера. 1892

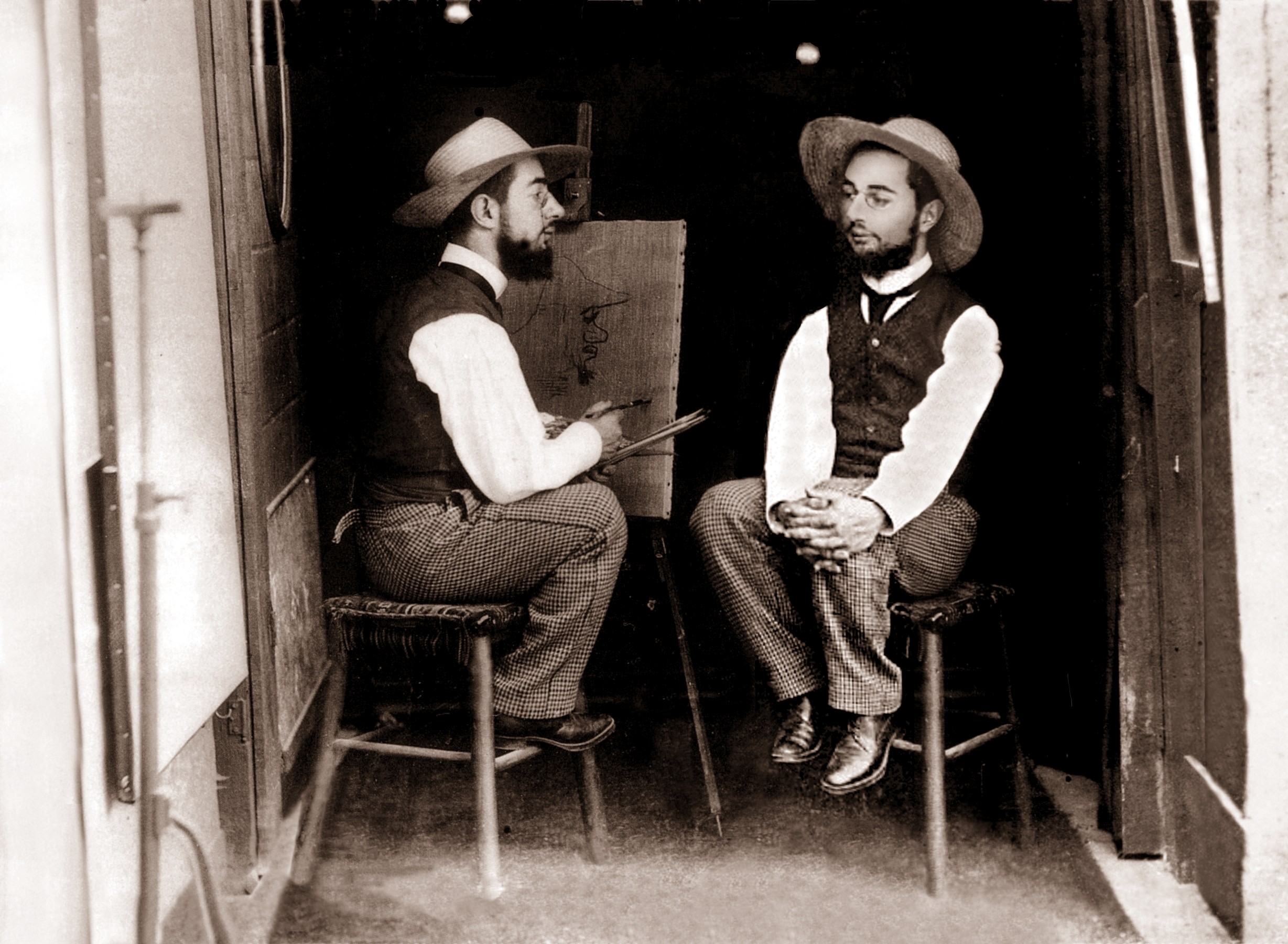
Тулуз-Лотрек. Фотомонтаж М. Жубера. 1891

В возрасте тринадцати лет, в мае 1878 года Анри, вставая с кресла, сломал шейку бедра правой ноги. В августе 1879 года он упал в канаву и получил перелом кости шейки бедра левой ноги. После этого случая ноги перестали расти и оставались длиной 70 см на протяжении всей жизни художника. Скорее всего, кости медленно срастались, рост конечностей остановился по причине наследственного заболевания — бабушки Анри приходились друг другу сёстрами.
Физический дефект лишил Тулуз-Лотрека возможности заниматься подобающими его возрасту занятиями. Семья с трудом перенесла несчастье: Анри, единственному сыну в знатном аристократическом роду, был преграждён путь на военную службу; также он не мог присутствовать на балах и выезжать на охоту. Помимо прочего, вероятность того, что Тулуз-Лотрек найдёт себе достойную пару и сможет продолжить род, уменьшилась. Свой маленький рост художник компенсировал чувством юмора: Анри был приятным собеседником, а говоря о своём недуге, часто прибегал к самоиронии.
Тулуз-Лотрек говорил, что, если бы не травмы, он бы с удовольствием стал хирургом или спортсменом. В его студии была поставлена машина для гребли, на которой он любил упражняться. Единственный вид спорта, который был под силу художнику, — это плавание.
В любви ему не везло, низкий рост (152 см) и внешность инвалида вызывали насмешки, все его серьёзные романы заканчивались неудачно.
В 1882 году Тулуз-Лотрек приехал в Париж, а в 1884 году обосновался на Монмартре, где прожил до конца своих дней. Рисовал проституток, жизнь артистов монмартрских кабаре и цирка, был завсегдатаем публичных домов, кабаре «Мулен Руж», «Мулен де ла Галетт», пристрастился к алкоголю и наркотикам.
Тулуз-Лотрек был известным ценителем алкоголя, он популяризовал коктейли. Лотреку приписывают изобретение коктейля «Землетрясение», в котором коньяк смешивается пополам с абсентом, хотя такая смесь была известна и до него.
Анри де Тулуз-Лотрек умер от алкоголизма и сифилиса в родовом замке на руках матери, не дожив до тридцати семи лет.

## Творчество
Тулуз-Лотрек вдохновлялся искусством постимпрессионистов, в особенности творчеством Поля Сезанна, Эдгара Дега и японскими цветными гравюрами на дереве.
Его моделями были танцовщицы «Мулен Руж» Луиза Вебер (Ла Гулю) и Жанна Авриль, клоунесса Ша-У-Као, поэт и театральный деятель Аристид Брюан, танцор Валентин Бескостный, певица Иветта Гильбер. В числе прочих он заинтересовался девушкой, которая была постоянной посетительницей «Элизе-Монмартр». Эта девушка, которую Тулуз-Лотрек называл Рыжей Розой, вскоре стала одной из его любимых моделей. Одна из картин, на которой она изображена, носит название «В Монруже». Также от неё Тулуз-Лотрек вскоре заразился сифилисом.
Одним из первых всерьёз занялся рисованием афиш и литографией.
При входе в легендарный «Мулен Руж» были выставлены две работы Лотрека. Ему же хозяева кабаре заказали афишу, которая стала первой афишей живописца.
Тулуз-Лотрек нашёл оригинальный творческий метод, соединяющий приёмы рисунка пастелью, мелом и углём по тонированной бумаге и живописные приёмы акварелью и гуашью. В этом он следовал по пути А. Фантен-Латура, Э. Мане, Ж.-Л. Форена и, в особенности, Э. Дега и японской гравюры. Но, как и все постимпрессионисты, он пытался идти собственной дорогой.

 «Арльскому уединению Ван Гога и Сезанна, бегству Гогена на Таити он противопоставил одиночество в самом центре Парижа. Его природный аристократизм вылился в сарказм, стремление отомстить за себя едкой сатирой, иронией — в одних случаях доброй, в других — злой и беспощадной. В его уникальном индивидуальном стиле соединились гротеск, „японизмы“, карикатурность, острота линии, декоративность фактуры и цветового пятна. Лотрек, следуя за Дега, создал необычную разновидность „рисованной живописи“, или „живописного рисунка“. Его излюбленная техника — штриховой рисунок пастелью и цветным мелом по тонированной бумаге с подцветкой акварелью или гуашью. Искусство Тулуз-Лотрека отличается необычайно выразительным, „стильным“ рисунком, но это не стилизация в обычно смысле слова, а результат остроты видения, чистоты приёма, умения заострять изображаемое, выявлять наиболее характерное. Тулуз-Лотрек, как и Жюль Шере, стал одним из первых использовать цветную литографию для создания красочных уличных афиш, проявив в этом новом жанре, не без влияния японизмов, умение достигать образной выразительности ограниченными средствами контурной линии и силуэта цветового пятна. Сколько жизни и какая радость цвета скрывались в этом маленьком несчастном человеке!»
За творческую жизнь, которая длилась менее двадцати лет, Тулуз-Лотрек создал 737 картин, 275 акварелей, 363 гравюры и плаката, 5084 рисунка, несколько изделий из керамики и витражей.
Произведения художника экспонировались в Салоне независимых и на выставках общества «Общество XX Свободная эстетика» в Брюсселе (1895, 1896). При жизни Тулуз-Лотрека были организованы его персональные выставки в Париже (1896) и Лондоне (1898). Критики в основном были настроены недоброжелательно. Признание к художнику пришло через несколько лет после его смерти. С 1922 года в родном городе Тулуз-Лотрека Альби действует посвящённый ему музей.
В 2008 г. в Государственной Третьяковской галерее при поддержке банка ВТБ состоялась выставка работ Тулуз-Лотрека под названием «Парижские удовольствия», к выставке был выпущен иллюстрированный каталог.

## Галерея

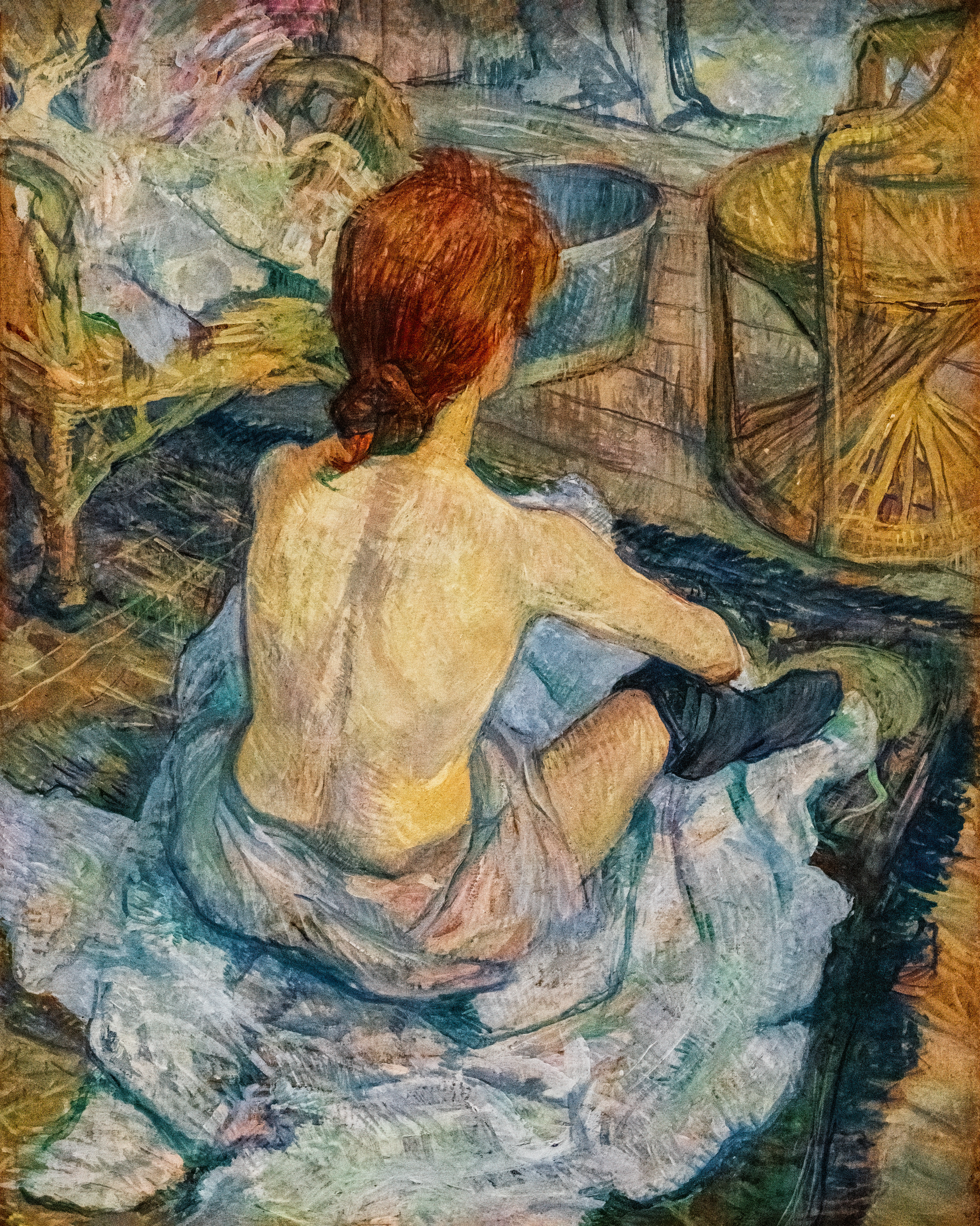
Туалет. 1889. Между 1896 и 1889. Картон, масло. Музей Орсе, Париж
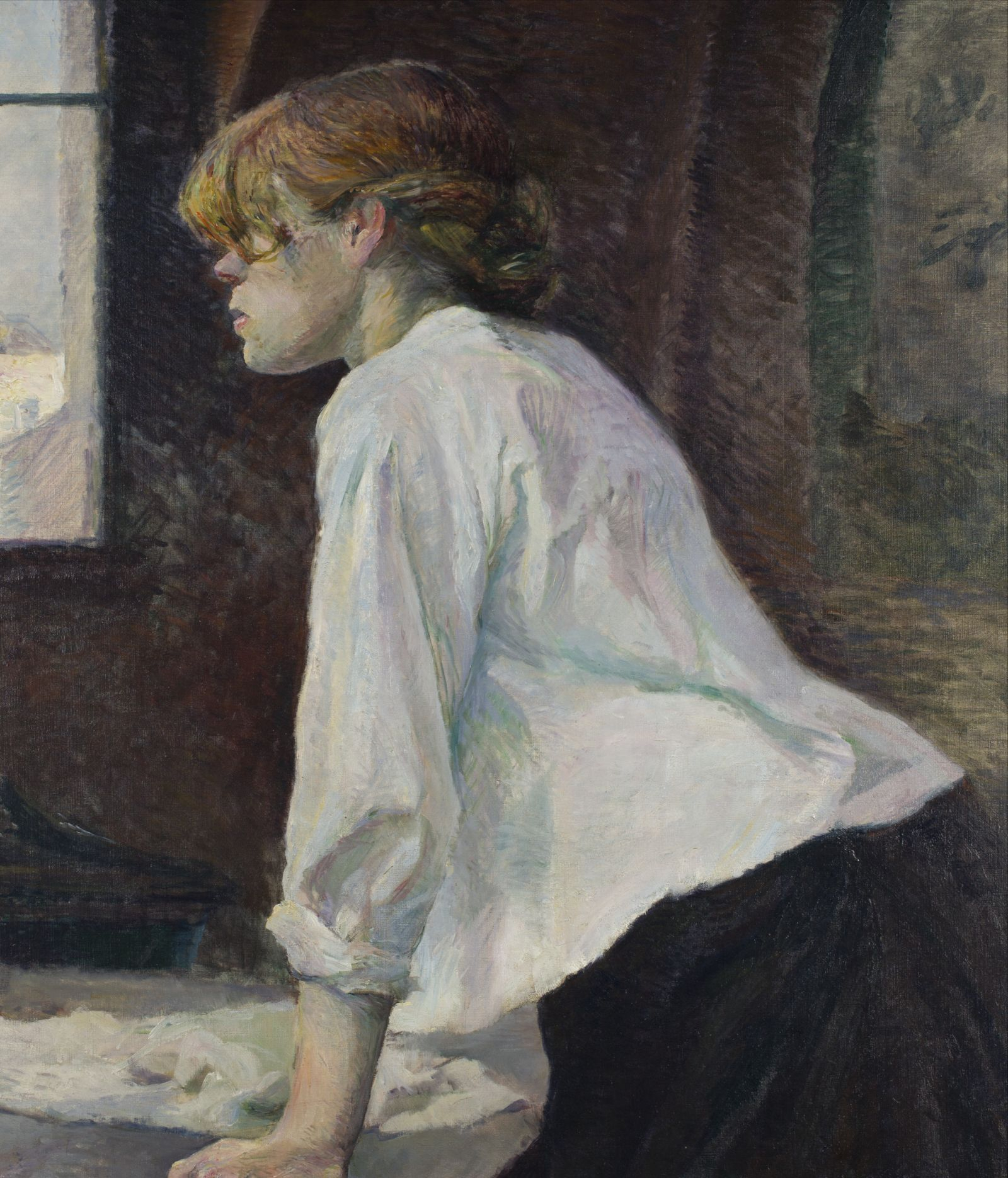
Прачка. 1889. Холст, масло. Частное собрание
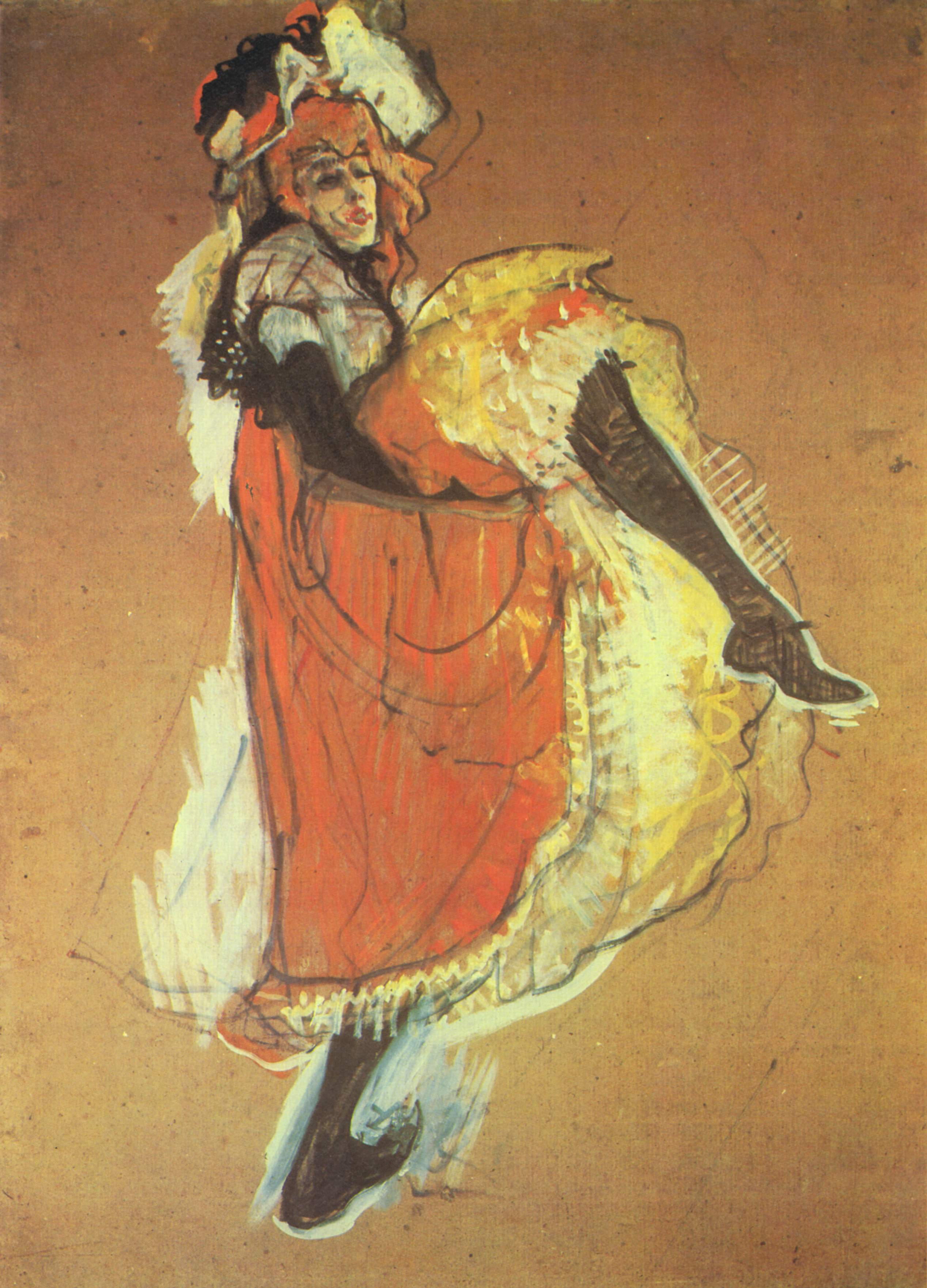
Жанна Авриль. 1893. Картон, гуашь. Частное собрание
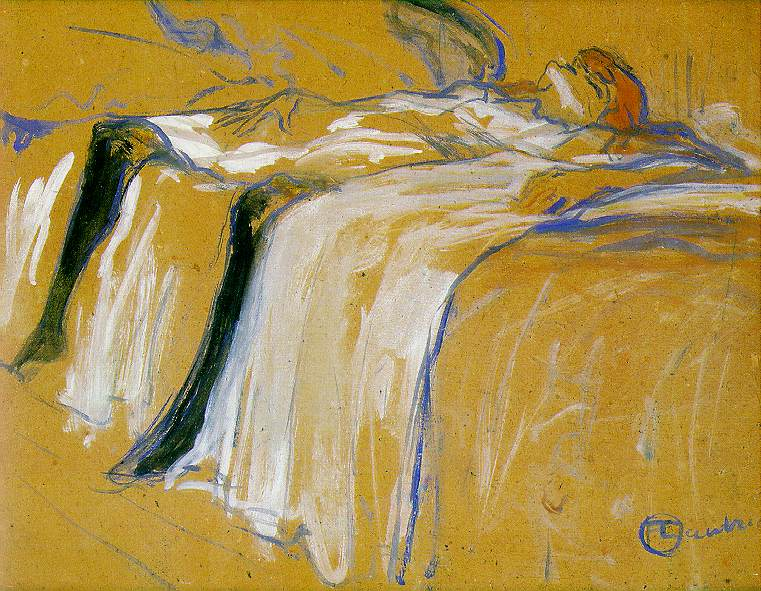
Одна. 1896. Картон, гуашь. Музей Орсе, Париж
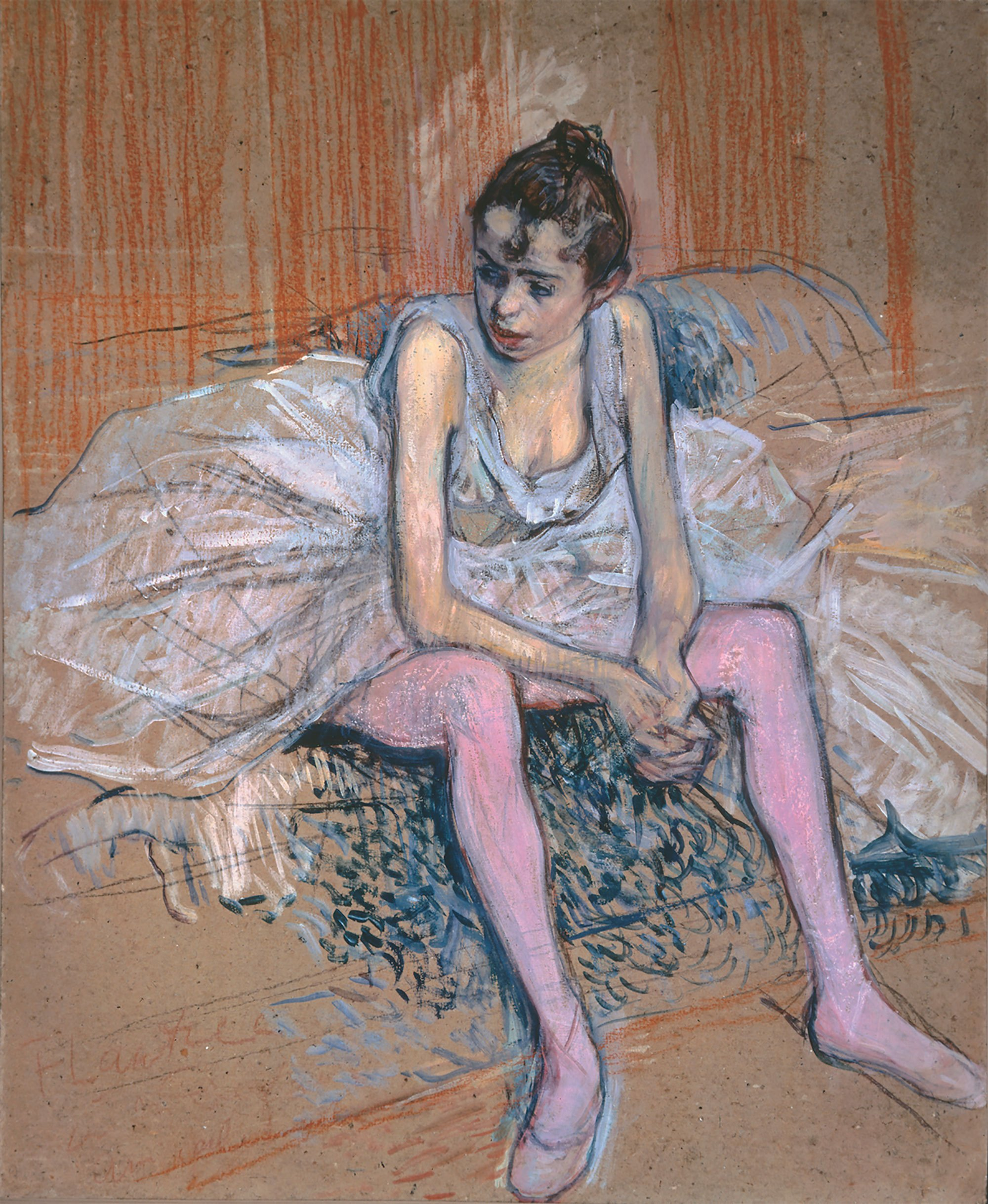
Сидящая танцовщица в розовом трико. 1890. Картон, пастель, чернила. Частное собрание
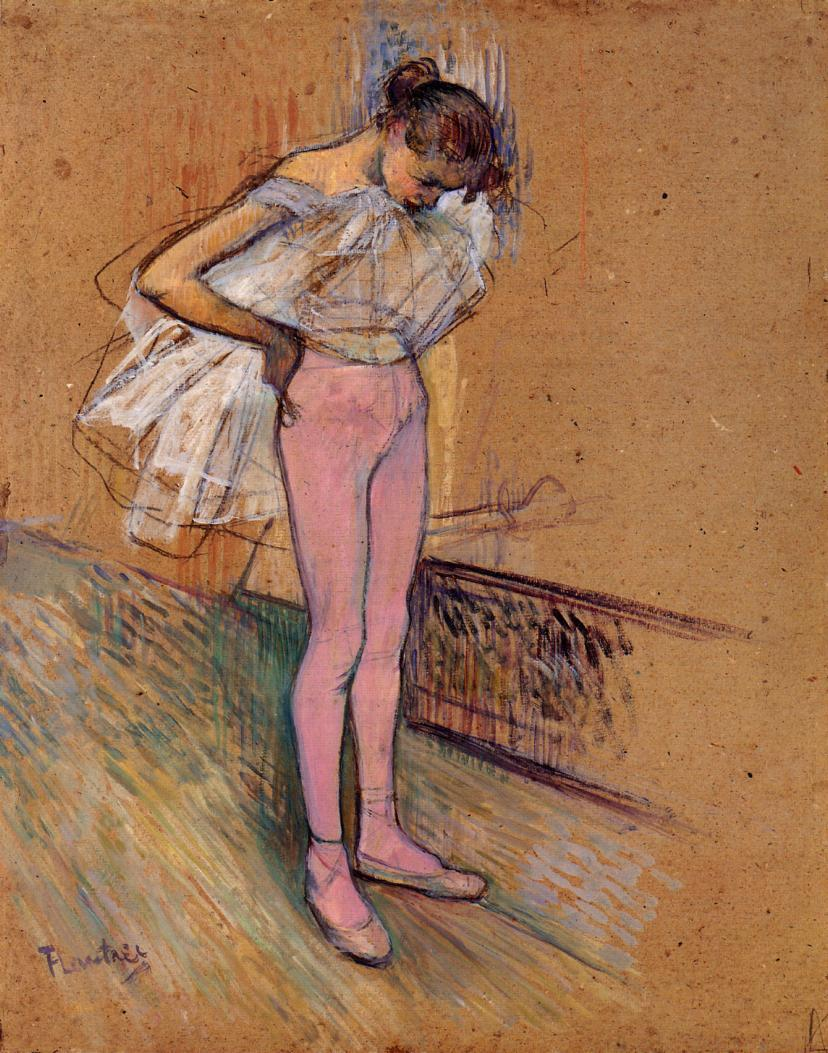
Танцовщица, поправляющая трико. 1890. Картон, пастель, гуашь, чернила. Частное собрание
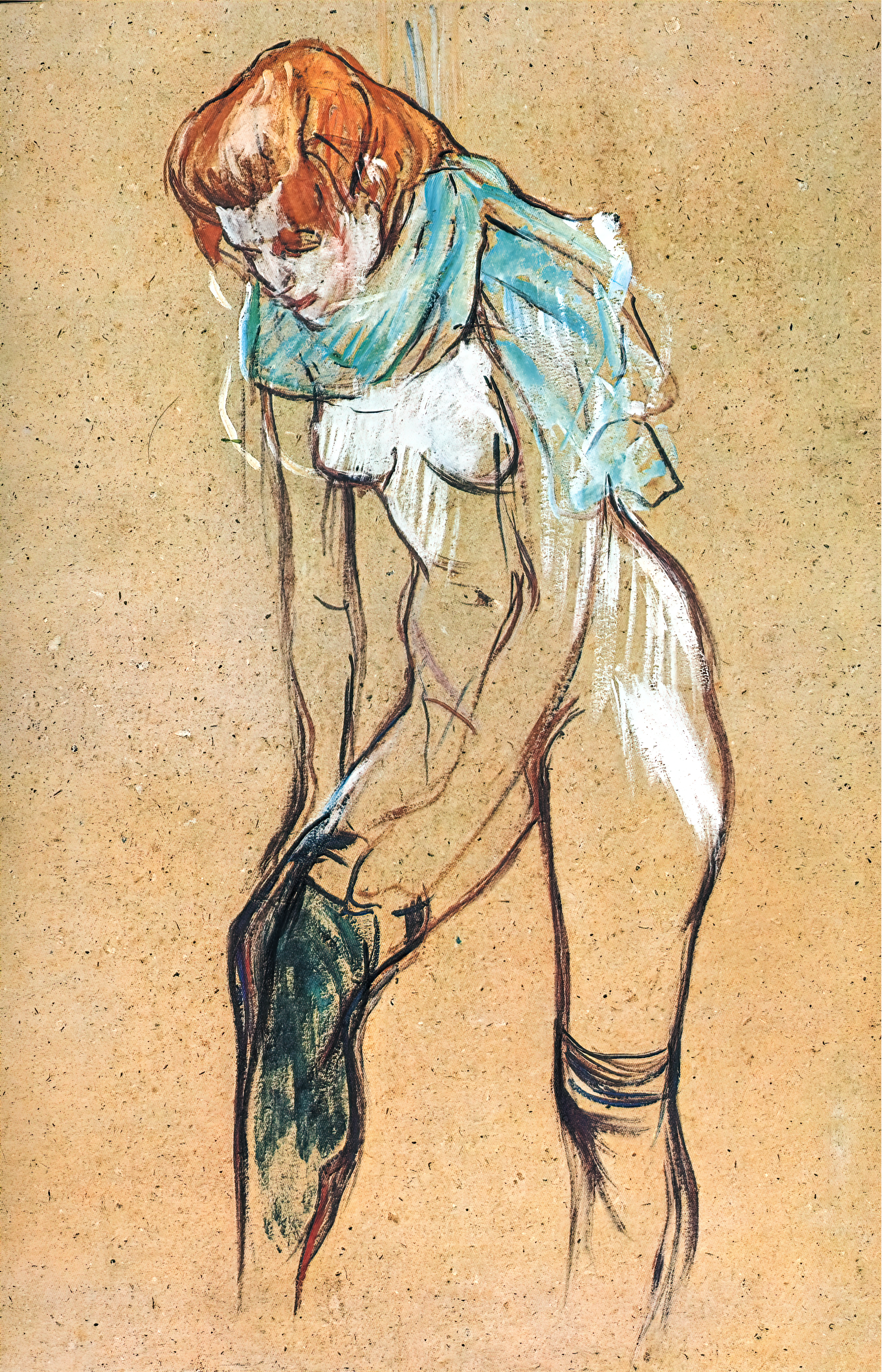
Женщина, натягивающая чулки. 1894. Картон, масло. Музей Тулуз-Лотрека, Альби
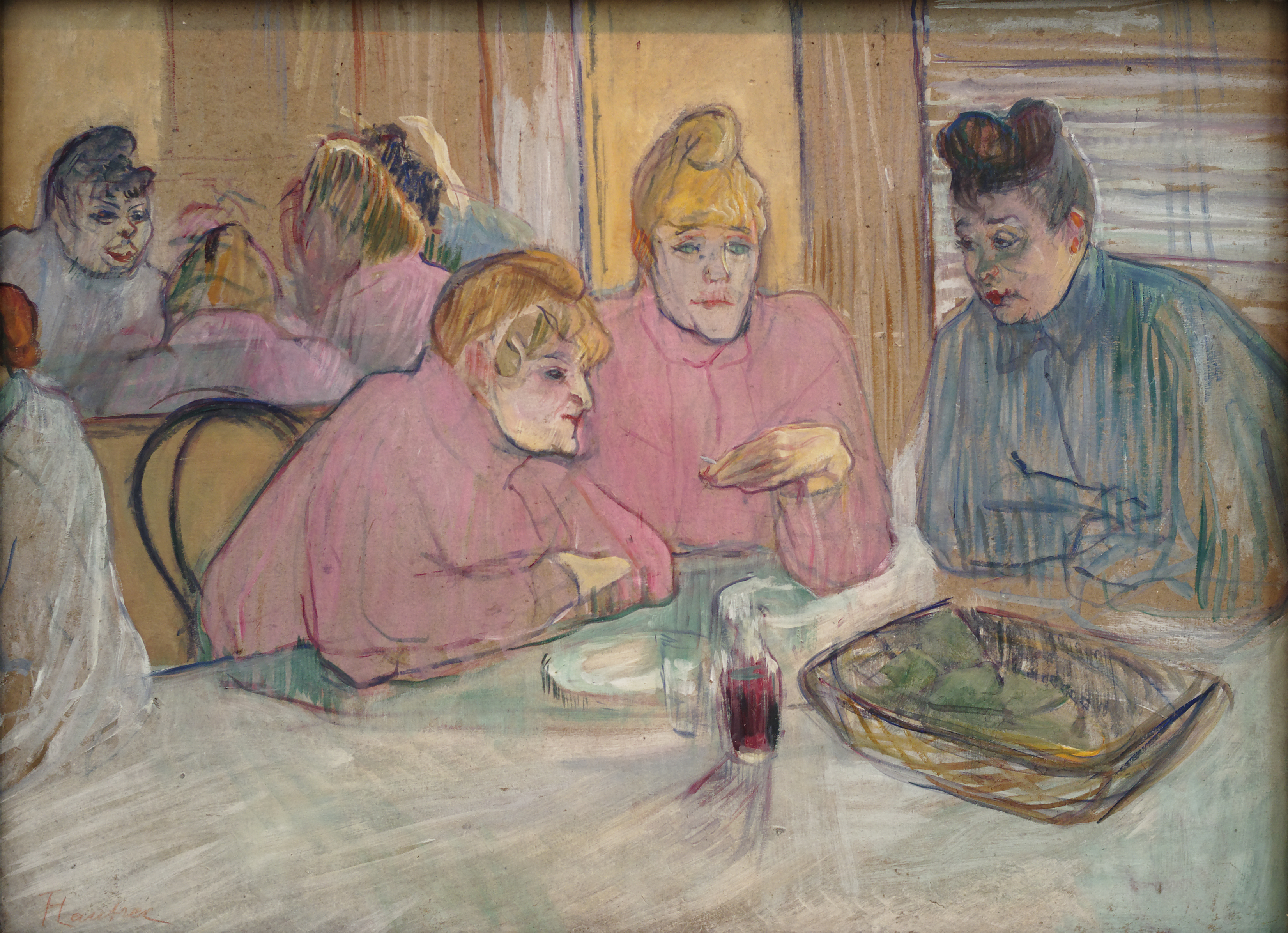
Дамы в столовой. 1893. Картон, масло. Венгерская национальная галерея, Будапешт
В салоне на улице Мулен. 1894. Картон, пастель. Музей Тулуз-Лотрека, Альби
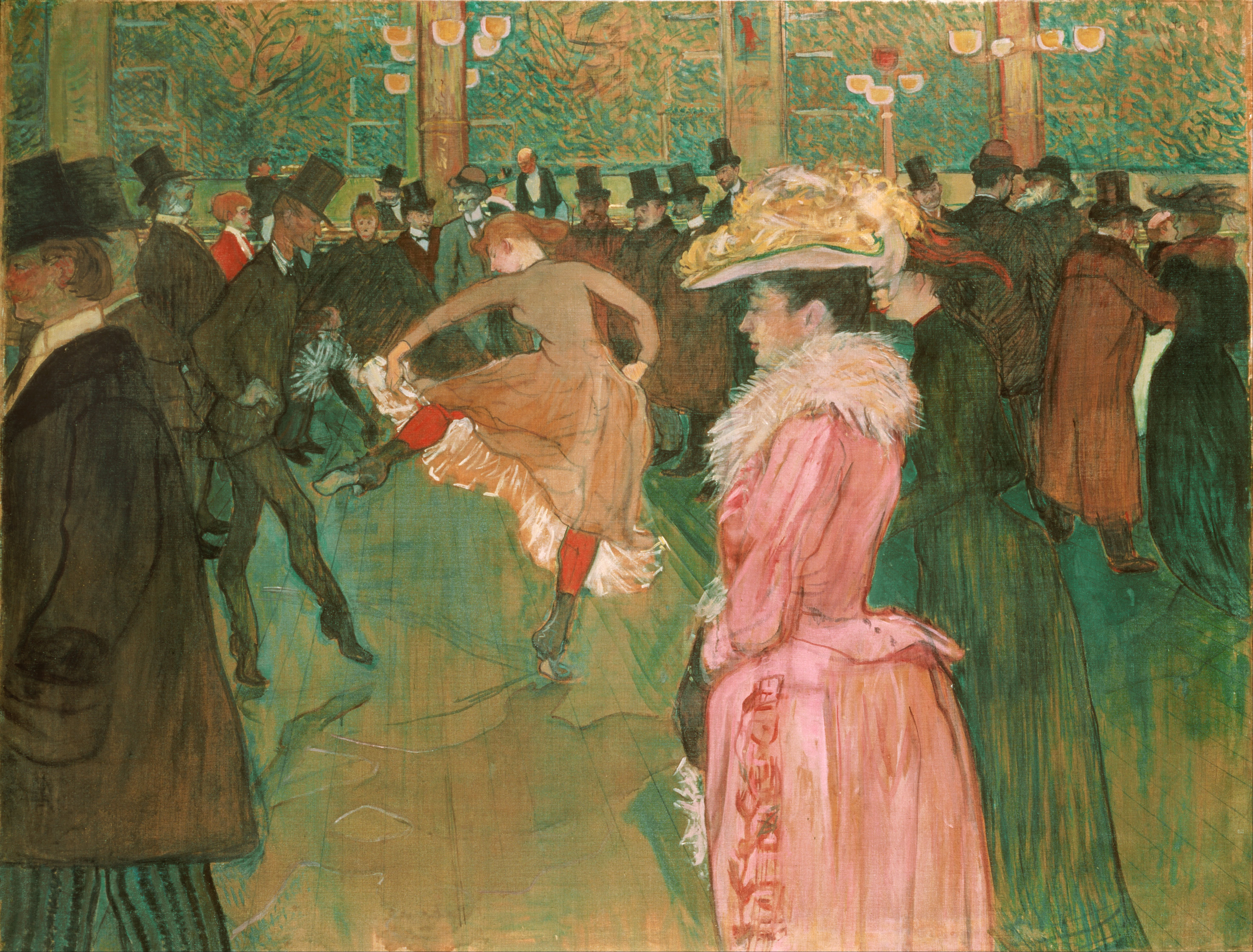
В Мулен Руж. Танец. 1890. Холст, масло. Художественный музей Филадельфии, Пенсильвания, США
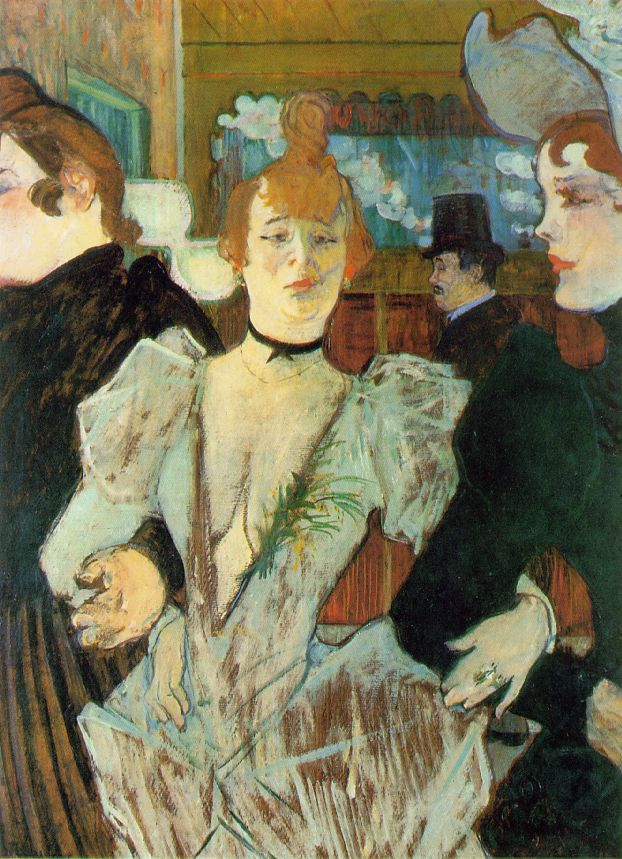
Ла Гулю прибывает в Мулен Руж. 1892. Картон, масло. Музей современного искусства, Нью-Йорк
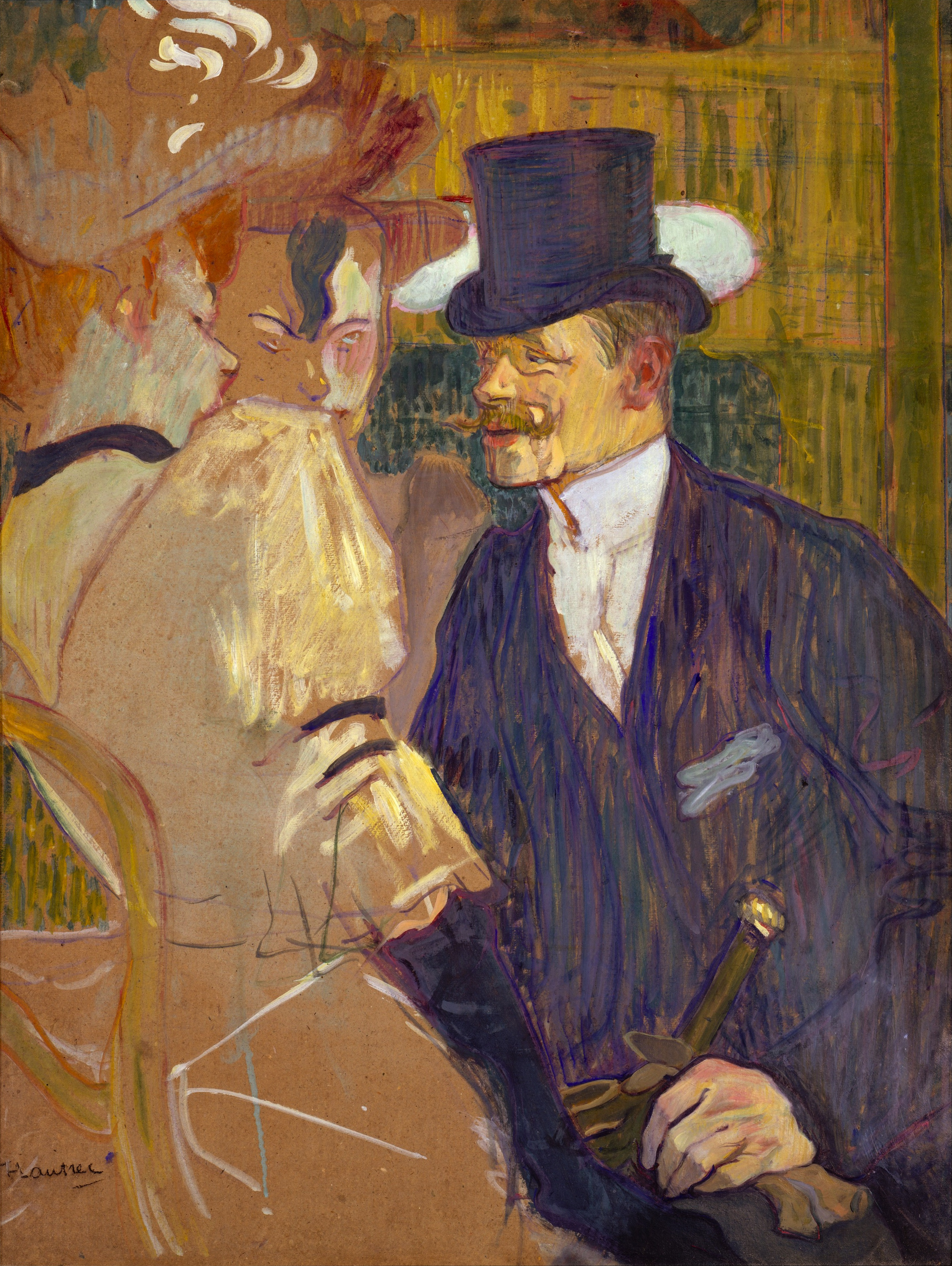
Англичанин в Мулен-Руж. 1892. Картон, масло. Метрополитен-музей, Нью-Йорк
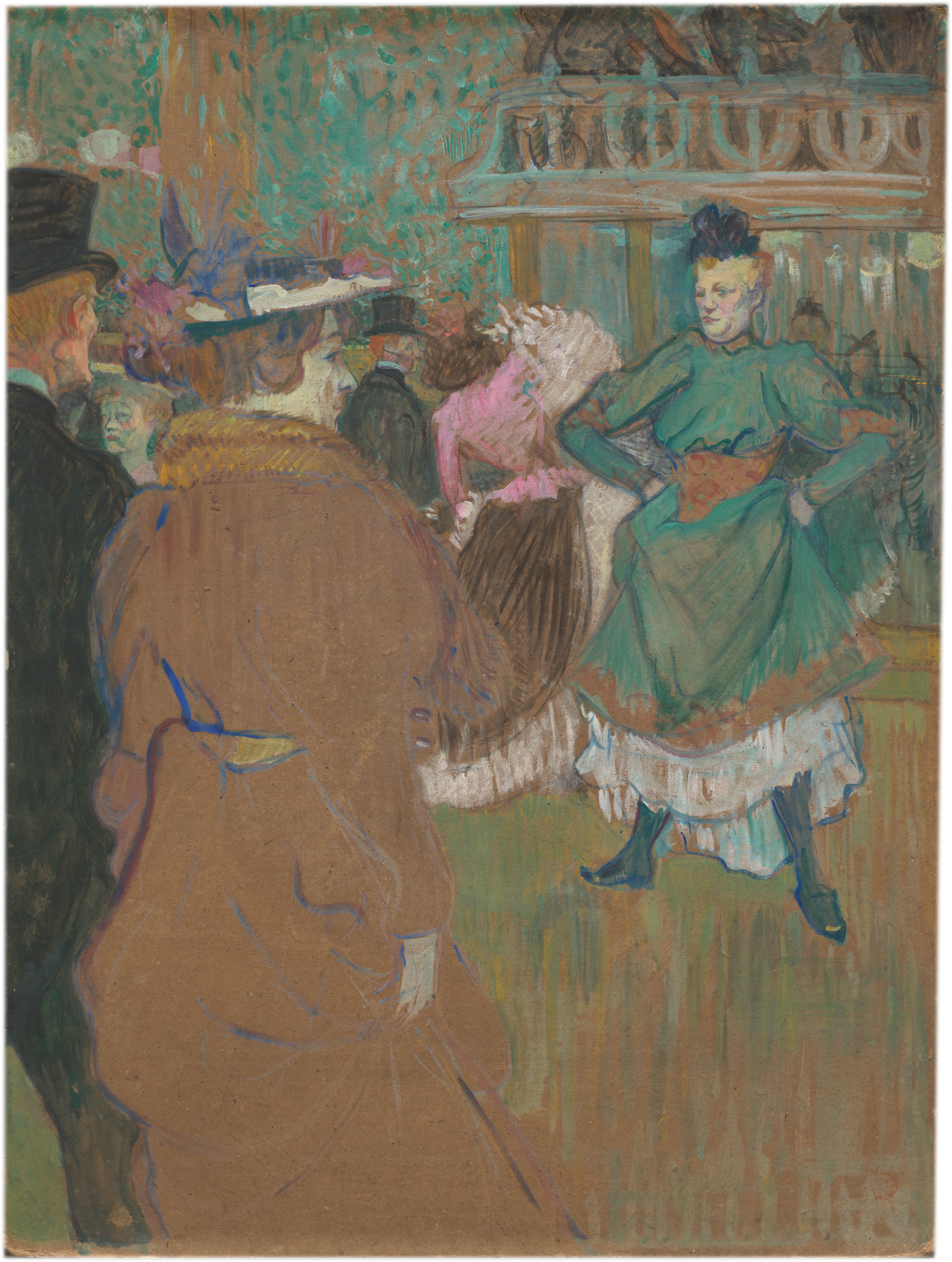
Мулен Руж: Начало кадрили. 1892. Картон, масло, гуашь. Национальная галерея искусства, Вашингтон
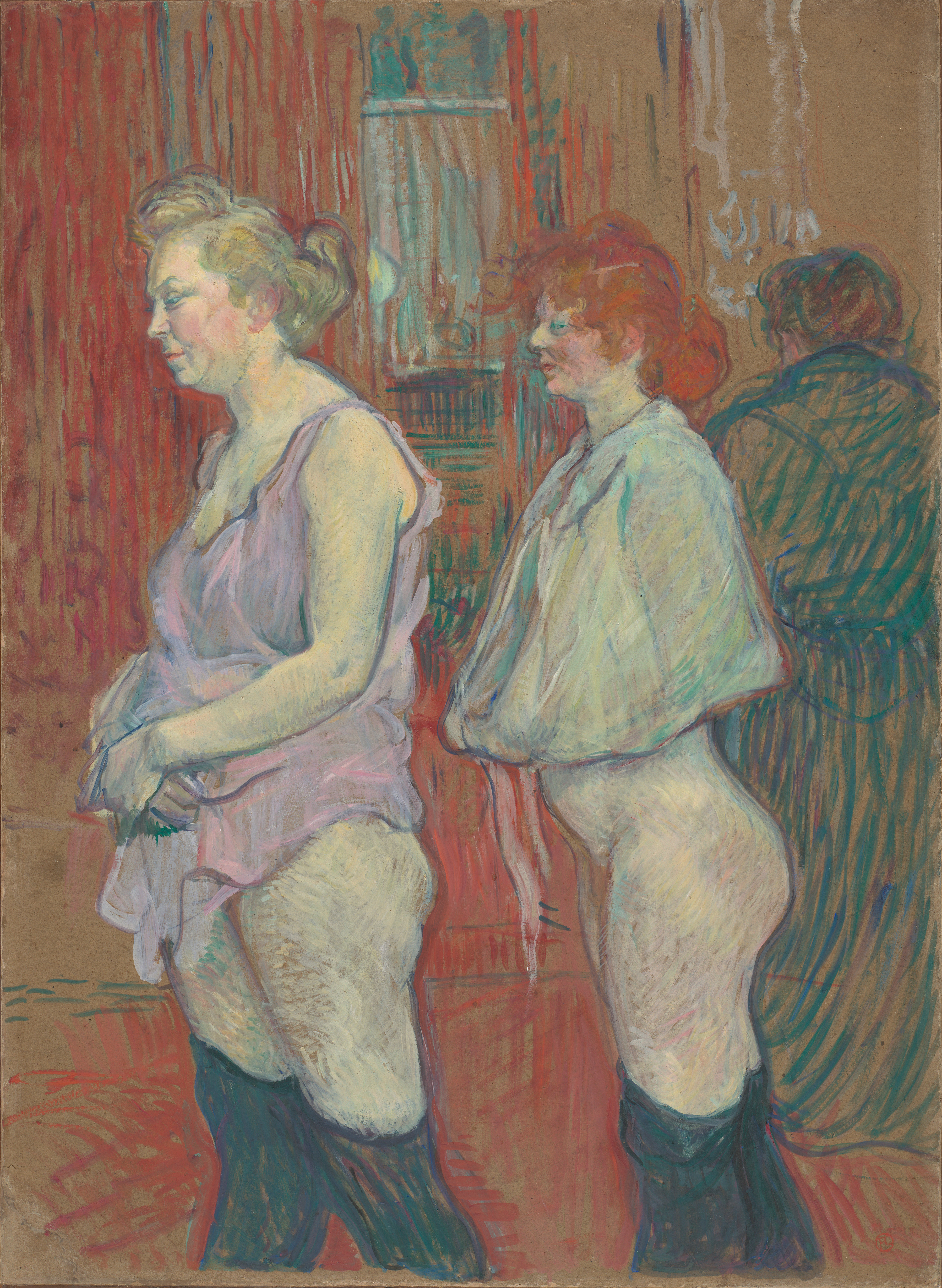
Рю де Мулен. 1894. Картон, масло, гуашь. Национальная галерея искусства, Вашингтон
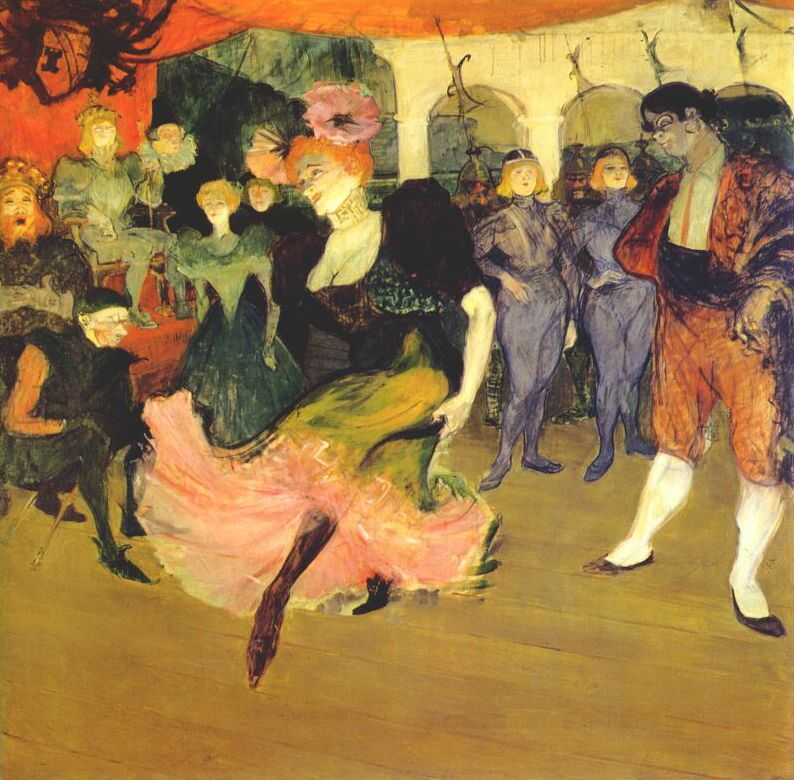
Марсель Лендер танцующая болеро в Шильперике. Между 1895 и 1896. Холст, масло. Национальная галерея искусства, Вашингтон
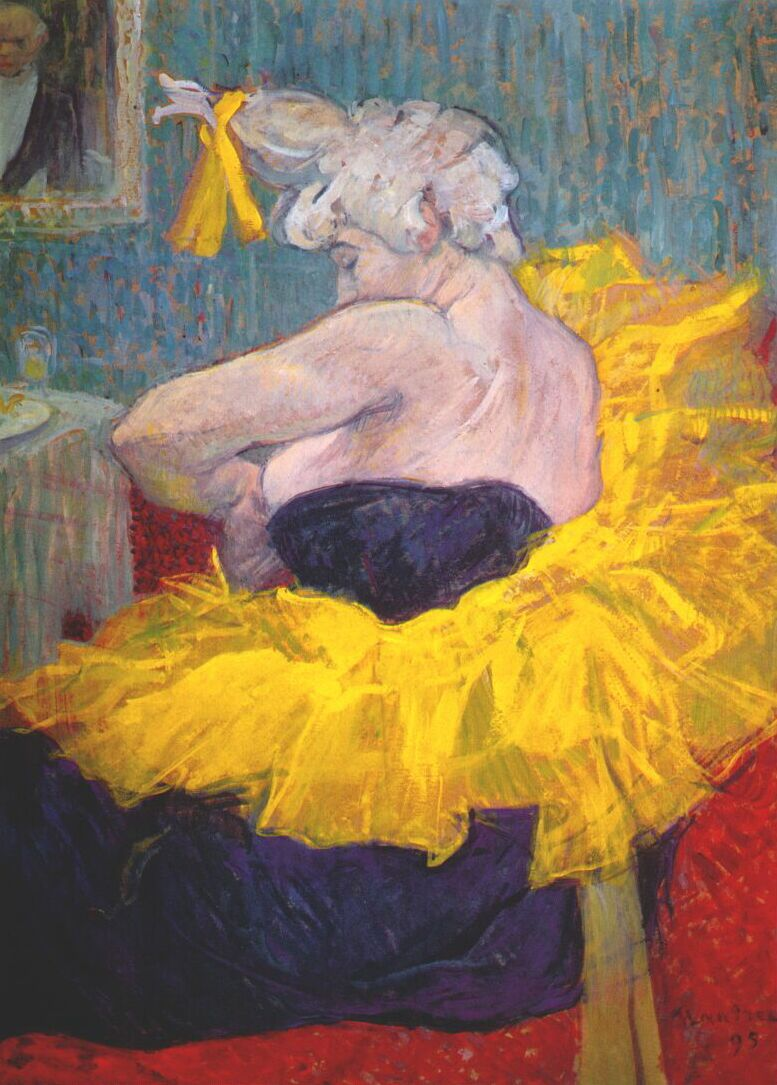
Клоунесса Ша-У-Као в Мулен Руж. 1895. Картон, масло. Музей Орсе, Париж
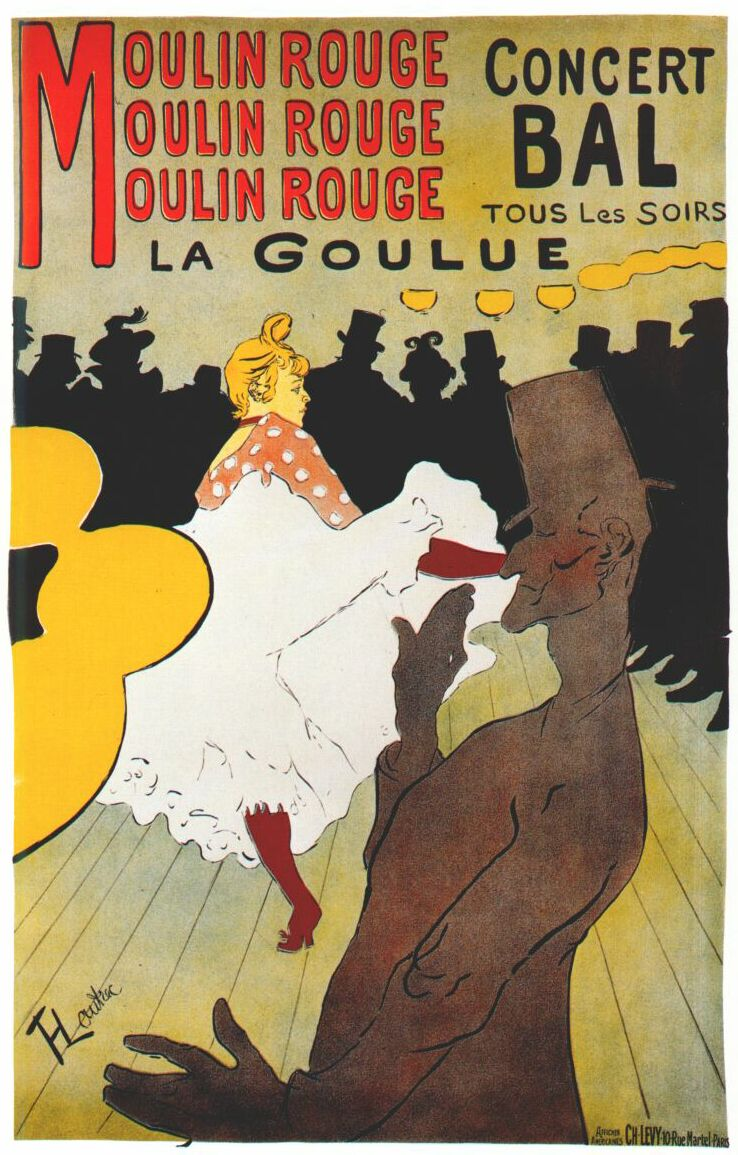
Ла Гулю и Валентин Бескостный. Канкан. 1891. Хромолитография
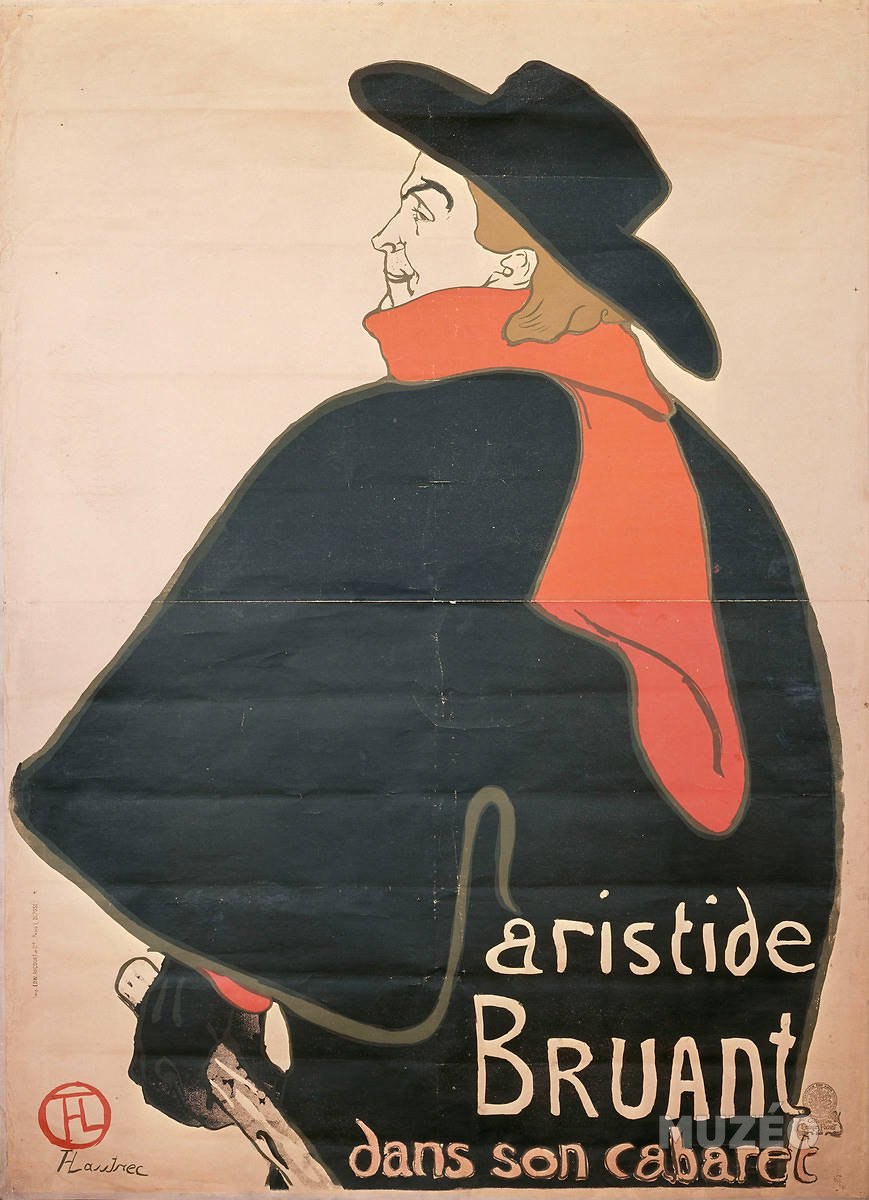
Аристид Брюан. 1892. Хромолитография
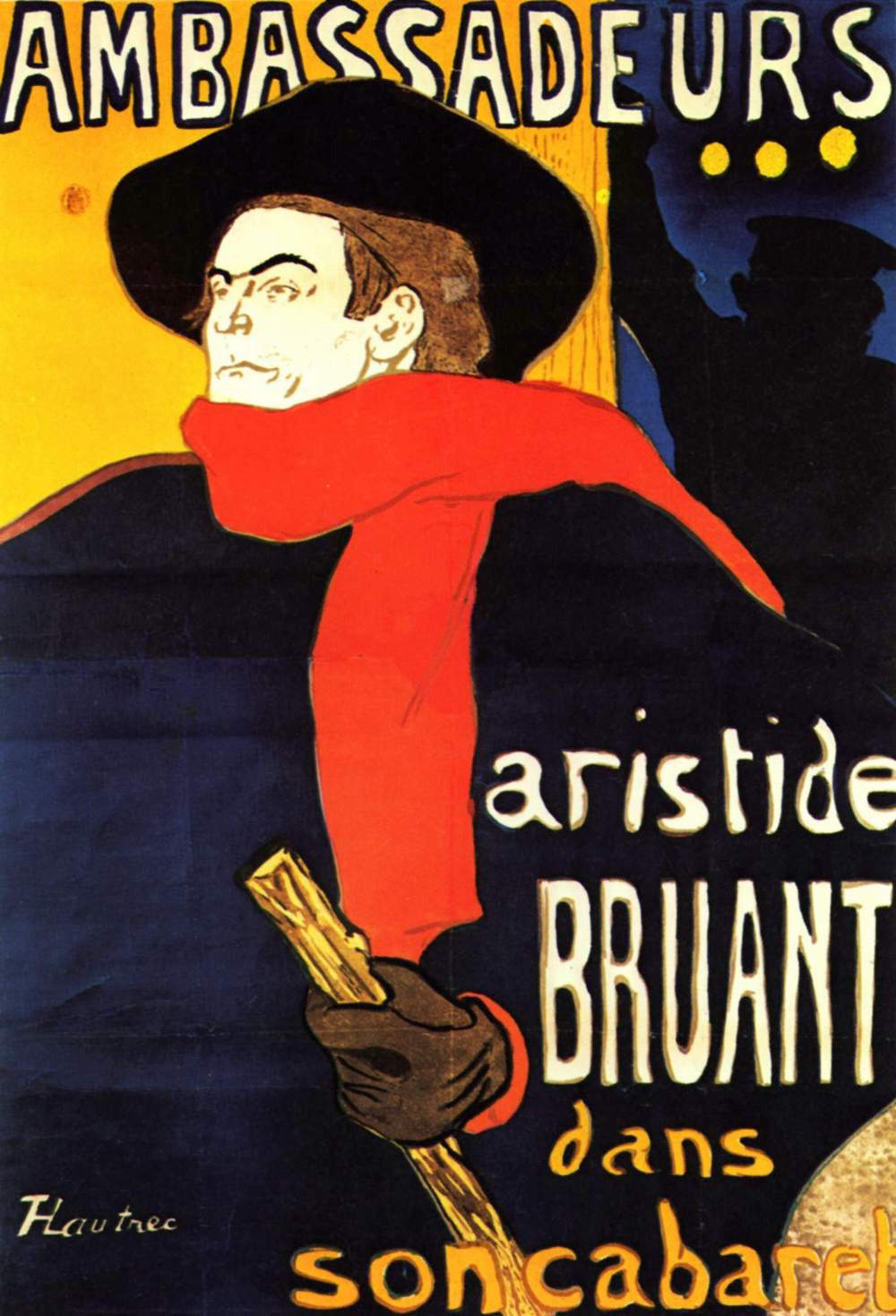
Амбассадер. Аристид Брюан. 1892. Хромолитография
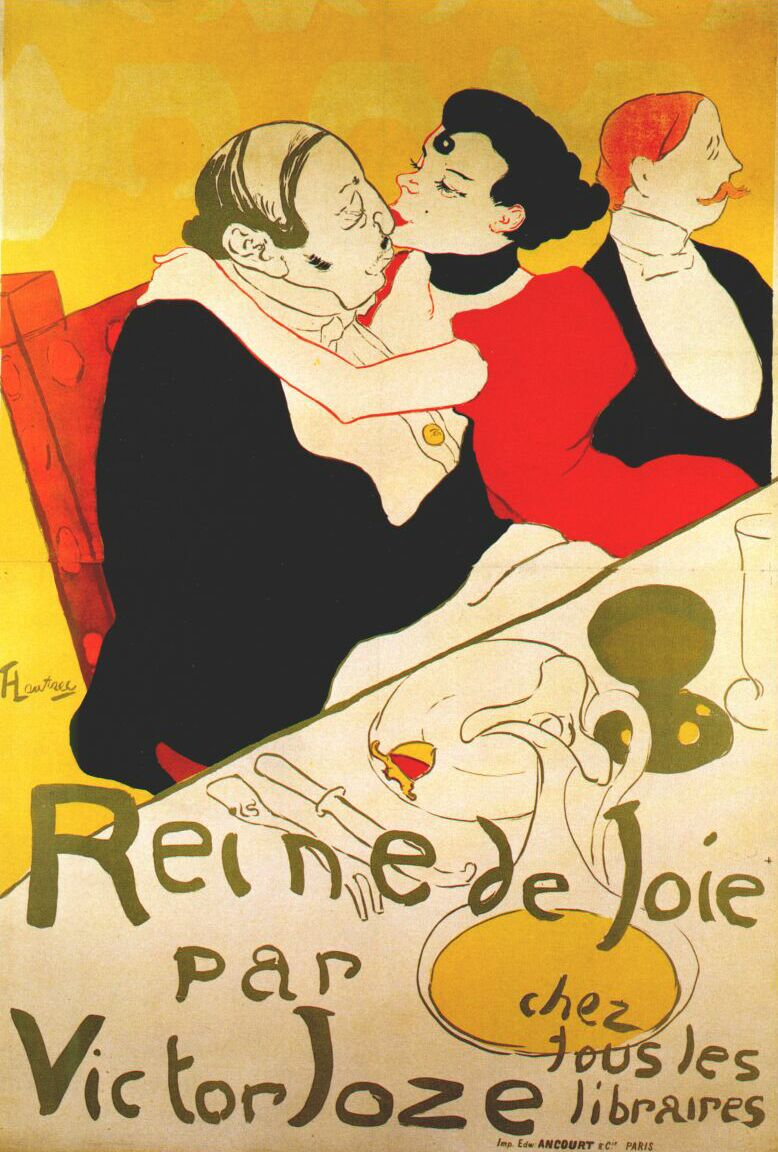
Королева радости. 1892. Хромолитография
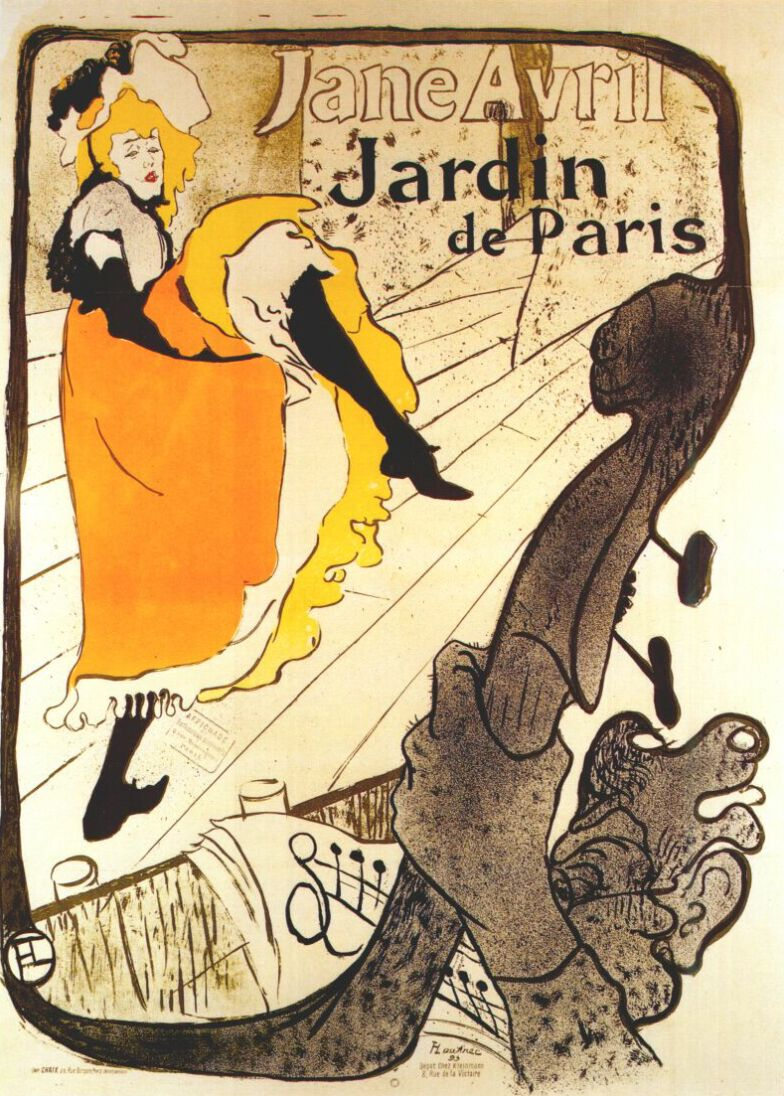
Жанна Авриль. Плакат. 1893. Хромолитография
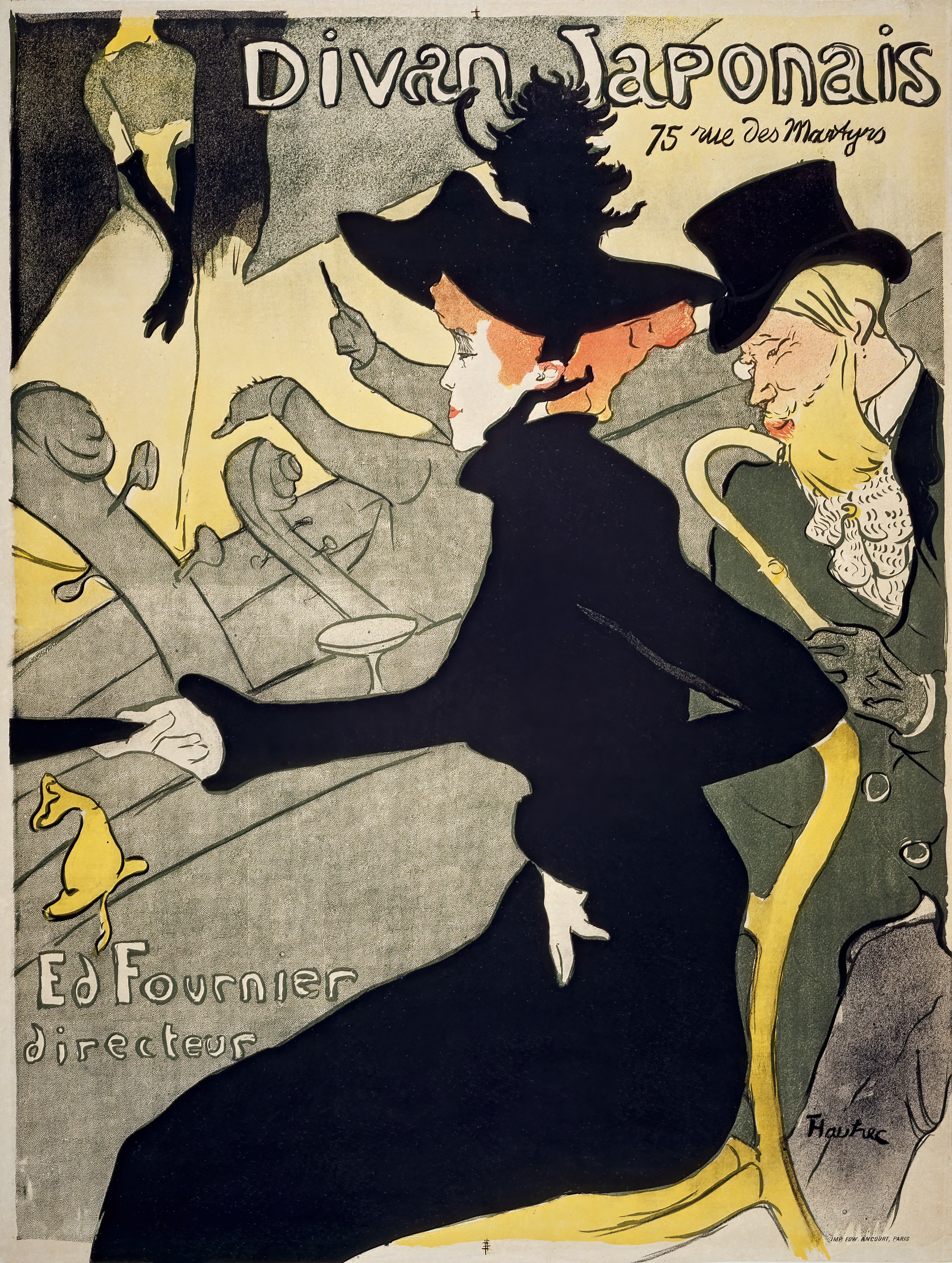
Японский диван. Плакат. 1893. Хромолитография

## В кинематографе
- «Лотрек». Режиссёр: Роже Планшон. Фильм о жизни и трагической смерти Анри де Тулуз-Лотрека. 1998 г.
- «Мулен Руж». Режиссёр: Джон Хьюстон. Фильм о жизни и творчестве графа Анри де Тулуз-Лотрека. 1952 г.
- «Мулен Руж!». Режиссёр: Баз Лурман. Фильм 2001 г.
- «Американец в Париже». Мюзикл 1951 года. В финальной сцене «оживает» картина Тулуз-Лотрека, главные герои танцуют в кабаре, где сам художник сидит за столиком.
- «Легенда конца века». Режиссёр: Ален Жобер. Фильм из цикла «Палитры», посвященный Анри де Тулуз-Лотреку и его творчеству. 1992 г.
- В одном из эпизодов фильма «Полночь в Париже» Гил и Адриана переносятся в Париж времен Belle Epoque. Там они встречают художника, в одиночестве сидящего за столиком.
- Сериал «Кракелюры» (Франция, 2011). В сериале рассказывается о создании Огюстом Ренуаром картины «Завтрак гребцов». Среди друзей Ренуара Анри де Тулуз-Лотрек.
- «Ван Гог. На пороге вечности» (2018), эпизод.